# Thyrsitoides marleyi
Thyrsitoides marleyi is een straalvinnige vissensoort uit de familie van slangmakrelen (Gempylidae). De wetenschappelijke naam van de soort is voor het eerst geldig gepubliceerd in 1929 door Fowler.